# Barranc de Sant Miquel (Fígols de Tremp)
El Barranc de Sant Miquel, és un dels barrancs del territori de Claramunt, dins de l'antic terme de Fígols de Tremp, actualment inclòs en el terme municipal de Tremp, al Pallars Jussà.
Es forma a Collatrava, al nord-est del quilòmetre 8 de la carretera C-1311, a 984 m. alt. Des d'aquest lloc baixa en direcció nord-oest, entre el Serrat de la Roureda (nord-est) i el Serrat de l'Àliga, deixant el Corral de l'Ensenyat al nord.
Finalment, s'uneix amb el Barranc de la Vileta per tal de formar el barranc del Pont just a llevant del Mas de l'Ensenyat.